# Marketing promocional
Marketing Promocional
Segundo a definição de março de 2011 da Associação de Marketing Promocional (AMPRO), Marketing Promocional é comunicação de marca com objetivo de incrementar a percepção de seu valor por meio de técnicas promocionais e pontos de contato que ativem a compra, o uso, a fidelização ou a experiência de produtos e serviços.

## O que é Marketing Promocional
Segundo a definição de março de 2011 da Associação de Marketing Promocional (AMPRO), Marketing Promocional é comunicação de marca com objetivo de incrementar a percepção de seu valor por meio de técnicas promocionais e pontos de contato que ativem a compra, o uso, a fidelização ou a experiência de produtos e serviços.

### Definição: evoluindo conceitos
Em 2003, o 1º Encontro Brasileiro de Empresas de Marketing Promocional (EBEMP) reuniu palestrantes, empresários, profissionais do setor e debatedores nacionais e internacionais em um evento que tratou, entre outros assuntos, da definição da atividade. Após o fim das discussões, a AMPRO (Associação de Marketing Promocional) conceituou o Marketing Promocional como: "Atividade do marketing aplicada a produtos, serviços ou marcas, visando, por meio da interação junto ao seu público-alvo, alcançar os objetivos estratégicos de construção de marca, vendas e fidelização".
O Grupo de Estudos Acadêmicos (GEA) da AMPRO se reuniu em março de 2011 para rever a conceituação e finalizar a definição correta a ser usada. A nova definição procurou contemplar os seguintes pontos: natureza e contexto da atividade, objetivos da atividade, métodos e resultados planejados. Após refletir sobre as questões acima, o GEA da AMPRO concluiu que “Marketing Promocional é comunicação de marca (contexto) com objetivo de incrementar a percepção de seu valor (objetivo) por meio de técnicas promocionais e pontos de contato (métodos) que ativem a compra, o uso, a fidelização ou a experiência de produtos e serviços (resultados planejados)”. 
Isso representa um avanço para o segmento, pois torna mais claro e específico o escopo de atuação da disciplina. Em primeiro lugar, retira a redundância de afirmar que é uma atividade de marketing, definição contida no próprio nome, e a necessidade de citar público-alvo, já que essa é uma característica inerente ao Marketing em geral. Além disso, estabelece as qualidades essenciais e diferenciais do Marketing Promocional, que são técnicas específicas e pontos de contato.
Outro salto em relação à definição de 2003 é a superação do binômio “vendas x imagem”, considerando que o Marketing Promocional varia dentro desse espectro de atuação e gera resultados tanto em um quanto em outro, especialmente por ampliar a noção de mídia para pontos de contato, o que pressupõe uma comunicação interativa e dialógica com o público-alvo da atividade. Por último, se insere a noção de plataforma, que pode estar presente ou não nas ações de Marketing Promocional como suporte para a construção de percepção da marca.

### Marketing Promocional não é desconto
Em Marketing, o que significa a palavra promoção? Uma técnica que prevê vantagens financeiras para consumidores ou levar a alguém a informação acerca de algo? Essa pergunta tem a mesma resposta e é fundamental para entender o que é o Marketing Promocional de maneira correta: promoção significa as duas coisas.
Em geral, a palavra promoção é usada para indicar descontos de preço na hora da compra de um produto ou serviço. Para falar sobre o ato de levar a alguém informação sobre algo, a palavra usada é divulgar. Por isso, o Marketing Promocional tem, no entendimento comum da palavra, uma função restrita e meramente monetária.
Entretanto, o Marketing Promocional é bem mais do que isso. Em primeiro lugar, se contextualiza como uma comunicação de marca. Dessa forma, seu conceito fundamental está muito mais próximo da palavra “divulgar” do que da palavra “promoção”. Além disso, por ser uma forma de comunicar algo, essa disciplina do Marketing varia de acordo com o produto ou o serviço a ser promovido e o objetivo dessa promoção.

## Disciplinas do Marketing Promocional
As disciplinas do Marketing Promocional, de acordo com definição da AMPRO, são:

### Distribuição e apresentação do produto/serviço
As técnicas promocionais que têm por objetivo apresentar, demonstrar, educar “outros” sobre as qualidades e desempenho da marca promovida bem como destacá-la no ponto de venda/exposição. A expressão é propositadamente ampla para designar técnicas como demonstração, show room, degustação, distribuição de amostras, ações de merchandising e materiais de PDV, exibitécnica, vitrinismo, literatura e material de apoio a vendas, por exemplo;

### Ofertas monetárias
Liquidação, reembolso, distribuição de cupons de desconto; bonificação; ações cooperadas; compensações comerciais; concursos de vendas, isto é, todos os incentivos que se fundamentem em vantagens financeiras, temporárias, para o comprador ou revendedor;

### Ofertas não-monetárias (de produtos)
Técnicas promocionais pelas quais as vantagens ao comprador/revendedor vêm atreladas à oferta de produtos extras tangíveis: bônus pack, pacote de produtos, compre 3 pague 2; embalagem promocional;

### Distribuição de prêmios e brindes
Envolve a distribuição gratuita ou paga de bens tangíveis ou intangíveis por meio de técnicas variadas como concurso, concurso cultural, sorteio, vale-brinde, premiação instantânea, prêmio autoliquidante (selfliquidated), promoção de continuidade, junte e troque, coleção, álbum de figurinhas, brindes e demais ações de gifting;

### Incentivos
Abrange atividades de marketing de incentivo em que a oferta de recompensas estimula usuários a participar de um programa contínuo de relacionamento com a marca e envolve troca de prêmios por pontos acumulados, concursos de vendas e incentivos à produtividade ou a um determinado comportamento determinado;

### Eventos promocionais
Lançamento de produtos, eventos corporativos, sociais, culturais e esportivos patrocinados ou proprietários da marca, e outras tantas variantes como feiras, exposições, convenções, seminários, encontros, fóruns, simpósios, congressos, cursos, treinamento, workshop, festivais, copas, jogos, gincanas, desfiles, festejos, efemérides, certames, shows, patrocínios, circuitos; blitz cujo característica principal é que acontecem ao vivo.

## Histórico: da Publicidade ao Marketing Promocional[2]

### Década de 1950
Quando o Marketing chegou ao Brasil, no início da década de 1950, o país não apresentava um cenário favorável ao seu desenvolvimento: o mercado consumidor era restrito e pouco desenvolvido, a oferta de mercadorias era baixa e as empresas não possuíam estratégias bem definidas para se adaptar ao mercado.
Até a eleição de Juscelino Kubitschek como presidente do Brasil, em 1956, o contexto permaneceu inalterado. Com o mote “Cinquenta anos em cinco”, o governo brasileiro passou a investir sistematicamente no desenvolvimento da indústria e do mercado consumidor interno. Tal fato gerou interesse de investidores estrangeiros e acabou por criar um ambiente favorável ao desenvolvimento do Marketing no país.
Nesse período surgem conceitos como “obsolescência planejada” de produtos e serviços e “produtos-vedete”. Entretanto, o marketing integrado não era uma realidade no país e as atividades eram focadas nas vendas.

### Década de 1960, 1970 e 1980
Esse contexto durou toda a década de 1960 e era facilitado porque os consumidores do período não eram criteriosos e tinham necessidade de comprar o que quer que fosse. Portanto, era natural que as empresas tivessem sucesso sem se preocupar com estratégias ou o aprimoramento das técnicas de Marketing.
Já na década de 1970 o cenário passa por mais uma transformação: com o amadurecimento natural do mercado que começara a se formar há duas décadas, os consumidores passaram a se comportar de maneira mais consciente. Diante dessa nova realidade as empresas precisaram se movimentar e aprimorar sua atuação – não bastava apenas criar produtos sensação com data de validade programada para ter sucesso. Era preciso convencer o público que tal produto deveria ser consumido. Logo, o foco do Marketing deixou de ser a venda e passou para a propaganda.
Realizada basicamente por meio de mídias eletrônicas como o rádio e a televisão, esse período representou a “época de ouro” das agências de publicidade. Tudo era resolvido com uma boa campanha: criar anúncios, veiculá-los e esperar os resultados. Em um país em pleno crescimento e que passava pelo “milagre econômico” tal estratégia era suficiente. Mas logo se esgotaria: com a chegada da década de 1980, conhecida como “década perdida”, os consumidores passaram a ser ainda mais seletivos e criteriosos na hora de comprar produtos.
O movimento então, até certo ponto natural, foi deslocar o foco do marketing da propaganda para o produto. Com isso, as preferências do consumidor passaram a ser fundamentais nas estratégias das empresas e as pesquisas de mercado se tornaram populares – esperar resultados apenas divulgando comunicações de publicidade não era mais uma realidade confortável e as empresas começaram a mapear o terreno para criar propagandas mais efetivas.

### Década de 1990: Marketing Promocional em cena
Na década de 1990 o Marketing Promocional entra em cena. Até então dominante, a propaganda deixou de receber a atenção exclusiva do mercado e as verbas destinadas a essa área passaram a diminuir, culminando com uma crise no setor. A partir de uma visão estratégica mais apurada, as empresas perceberam que a integração entre ações de Marketing era fundamental, ao contrário da já estabelecida crença de que campanhas veiculadas na mídia bastariam para alavancar negócios. Em um movimento paralelo, que continua até hoje, em menor ou maior intensidade, as ações de Marketing Promocional passaram a crescer e as agências de publicidade perderam espaço para empresas especializadas nessas atividades. Se destacando as empresas de Brindes.
Um dos fatores fundamentais para a transformação desse panorama foi o advento da Internet, que acabou por alterar a configuração da relação entre empresas e consumidores, alçados ao poder basicamente porque a comunicação entre as partes deixou de ser horizontal para se tornar vertical: as pessoas passaram a ter a opção de escolher que mensagens deveriam receber, quando deveriam receber e de que forma deveriam receber. Esse novo contexto tirou da mídia tradicional e da propaganda parte do poder contido por elas.
A facilidade em medir o retorno do investimento feito em ações de Marketing Promocional também é outro fator decisivo para o desenvolvimento do segmento. Com a crescente pressão por apresentar resultados em investimentos de comunicação, o que envolve a publicidade, muitas empresas passaram a prever em seus planejamentos ações promocionais tornando o Marketing Promocional em uma poderosa ferramenta para incentivar vendas, utilização, fidelização e experimentação de produtos ou marcas.